# Lévai Őrálló

A Lévai Őrálló regionális folyóirat szerkesztése és kiadása Birtha József lévai református lelkész nevéhez fűződik. Ez a hetilap elsősorban nem gyülekezeti újságként indult.

## Története
A lelkipásztor tűzte ki az akkori lévai társadalom és környéke kulturális, gazdasági, egyházi és szellemi életének a nyomon követését, és gazdagítását. 12 évfolyamon keresztül, heti rendszerességgel, 8 oldalas terjedelemben számolt be a régió eseményeiről, tudósított közösségek és személyek sorsáról, és próbált választ adni a kor égető kérdéseire. A lévai Barsi Múzeum őrzi 8 évfolyamának (1907/08 – 1915) a munkáját. A lap első száma 1907. december 19-én jelent meg, és megszakítások nélkül valószínűleg 1919 nyaráig minden csütörtökön kiadták.
Az első évfolyam 1908 végéig a lévai Schulcz Ignác nyomdájában készült el. 1909-ben az aranyosmaróti Mercur (tulajdonos: Kalmár Bertalan) nyomda készíti a lapot, majd 1910-től sikerült a Kálvin udvarban a Mercurnak egy fióknyomdát létrehoznia, amelyben Fischer R. lévai lapkiadó segítségével 1911 derekáig itt nyomtatják a lapot. Azt követően pedig a lelkész által létrehozott Hermes nyomda gondozásában jelenik meg a kiadvány, amely a kétszintes parókia épület földszintjén (Kapuköz utca 1.-ben, a Galamb utca és a Kapuköz utca sarkán volt a régi lelkészlak 1933-ig) volt elhelyezve.
A lap szerkesztői a következő személyek voltak:
- Birtha József főszerkesztő és főmunkatársai dr. Silberfeld Jakab (Aranyosmarót) 1909–1915,
- Kovács József 1909–1912
- Patayné Farkas Gizi 1912–1915

A 2010-es esztendőben indította (újra) útjára a Lévai Őrállót, a Lévai Református Egyházközség. Eddig megjelent számait a www.refleva.com oldalon olvashatják.